# Thalassodes aptifimbria
Thalassodes aptifimbria là một loài bướm đêm trong họ Geometridae.